# 任弼時
任 弼時（にん ひつじ、1904年6月13日 - 1950年10月27日）は、中華民国で活躍した中国共産党の政治家。

## 経歴
モスクワの東方勤労者共産大学（東方大学）で学び、在学中の1922年に中国共産党へ入党。1926年に中国共産主義青年団総書記代理となり、1941年に党中央秘書長、1945年に党中央書記となる（この時中央書記に選出された毛沢東、朱徳、劉少奇、周恩来、任弼時を五大書記という）。
中華人民共和国建国直後の1950年10月27日、脳出血で急死した。享年47（満46歳）。